# Parrella
Parrella is een geslacht van straalvinnige vissen uit de familie van grondels (Gobiidae).

## Soorten
- Parrella fusca Ginsburg, 1939
- Parrella ginsburgi Wade, 1946
- Parrella lucretiae (Eigenmann & Eigenmann, 1888)
- Parrella macropteryx Ginsburg, 1939
- Parrella maxillaris Ginsburg, 1938